# Бланк, Иван Яковлевич
Ива́н Я́ковлевич (Иога́нн Фри́дрих) Бла́нк (нем. Johann Friedrich Blank; 1708, Олонец — 10 февраля 1745, Москва) — российский архитектор немецкого происхождения, отец архитектора К. И. Бланка. Известен постройками Знаменской церкви в Царском Селе, Троицкой церкви в Красном селе, фонтанов «Шахматная гора» и «Римские фонтаны» в Петергофе

## Биография
Происходит из рода французских гугенотов, некогда бежавших в Германию. Родился в 1708 в Олонце, где его отец, Яков, работал кузнецом на Олонецком заводе вместе с другими мастерами, нанятыми Петром I. В 9-летнем возрасте был отправлен в Санкт-Петербург на учёбу к известному архитектору Г. И. Маттарнови, при котором Бланк находился, исполняя также функции переводчика, с 1717 по 1719 год. После смерти Маттарнови поступил переводчиком к архитектору Н. Ф. Гербелю. Затем И. Бланк учился архитектуре у М. Г. Земцова, с 1727 года став его помощником. Бланк помогал М. Г. Земцову при проектировании и строительстве Церкви Симеона и Анны, а также церкви Рождества Богородицы на Невском проспекте. В 1728 году у Бланка родился сын Карл, ставший впоследствии знаменитым архитектором. В 1738 году И. Я. Бланк получил звание архитектора.
Первой самостоятельной работой И. Я. Бланка стала переделка для нужд Кадетского корпуса интерьеров Меншиковского дворца в Санкт-Петербурге. По проекту И. Я. Бланка построены Троицкая церковь в Красном селе, Знаменская церковь в Царском Селе, Слоновый двор в Санкт-Петербурге и зверинец в Екатерингофе. Большой вклад внёс Бланк в устройство фонтанов в Петергофе: по его проекту был сооружен каскад «Шахматная гора» и Римские фонтаны.
Бланк был близок к архитектору П. М. Еропкину, который вместе с А. П. Волынским выступал против засилия иностранцев в послепетровской России. В 1740 Еропкин был казнён, а И. Я. Бланк «отделался» поркой кнутом и вечной ссылке в Сибирь со всей семьёй. По дороге в ссылку умерла жена Бланка. Вскоре после прибытия ссыльных в Тобольск в Петербурге произошёл переворот, и семье было дозволено вернуться в Москву. В Тобольске сын Бланка Карл познакомился со своим сверстником А. Ф. Кокориновым, который оказался способным учеником и отправился вместе с Бланками в Москву.
По возвращении в столицу И. Я. Бланк работал в Полицмейстерской управе. Умер в Москве 10 февраля 1745 года.

## Галерея

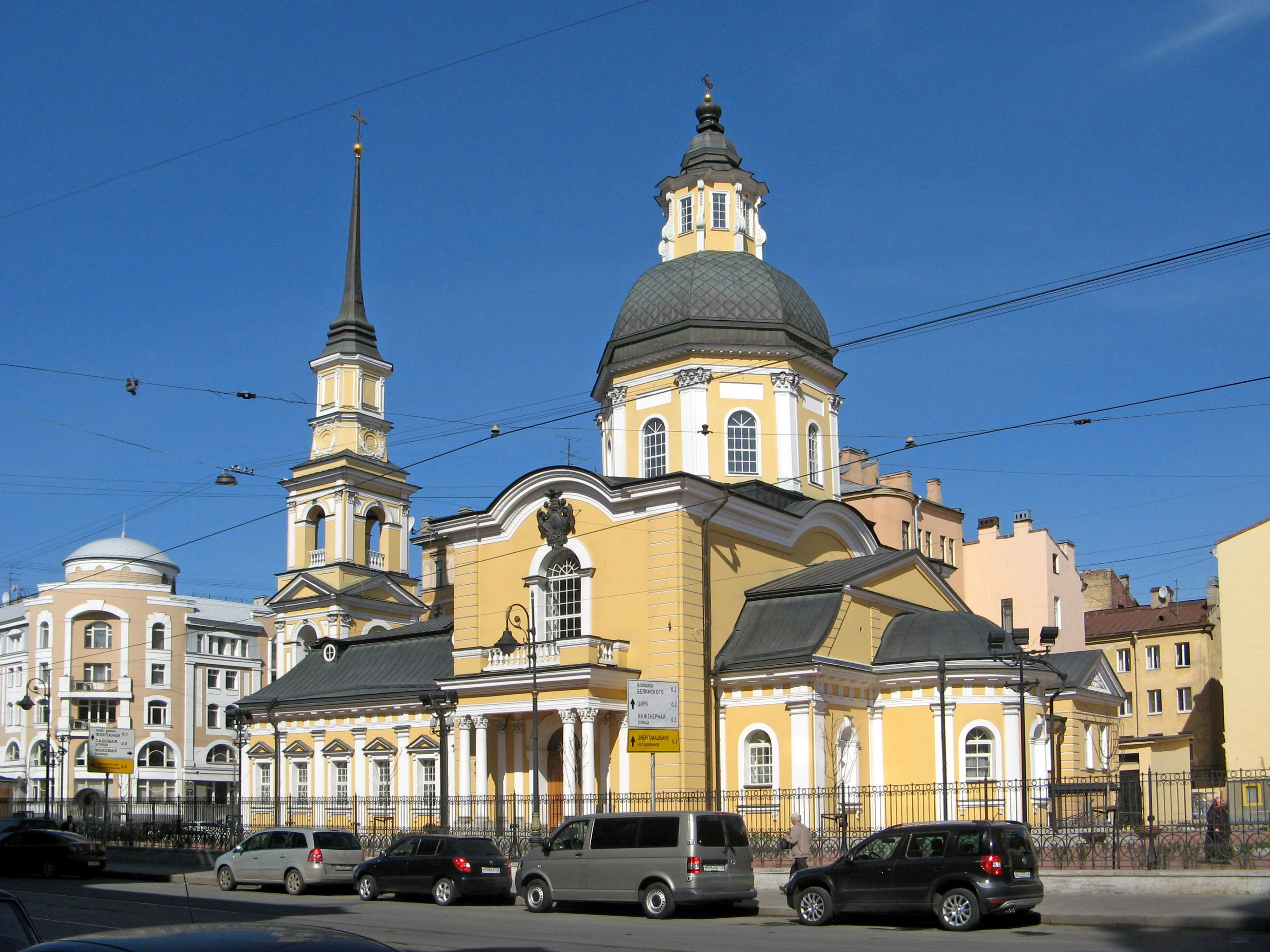
Церковь Симеона и Анны (Санкт-Петербург).
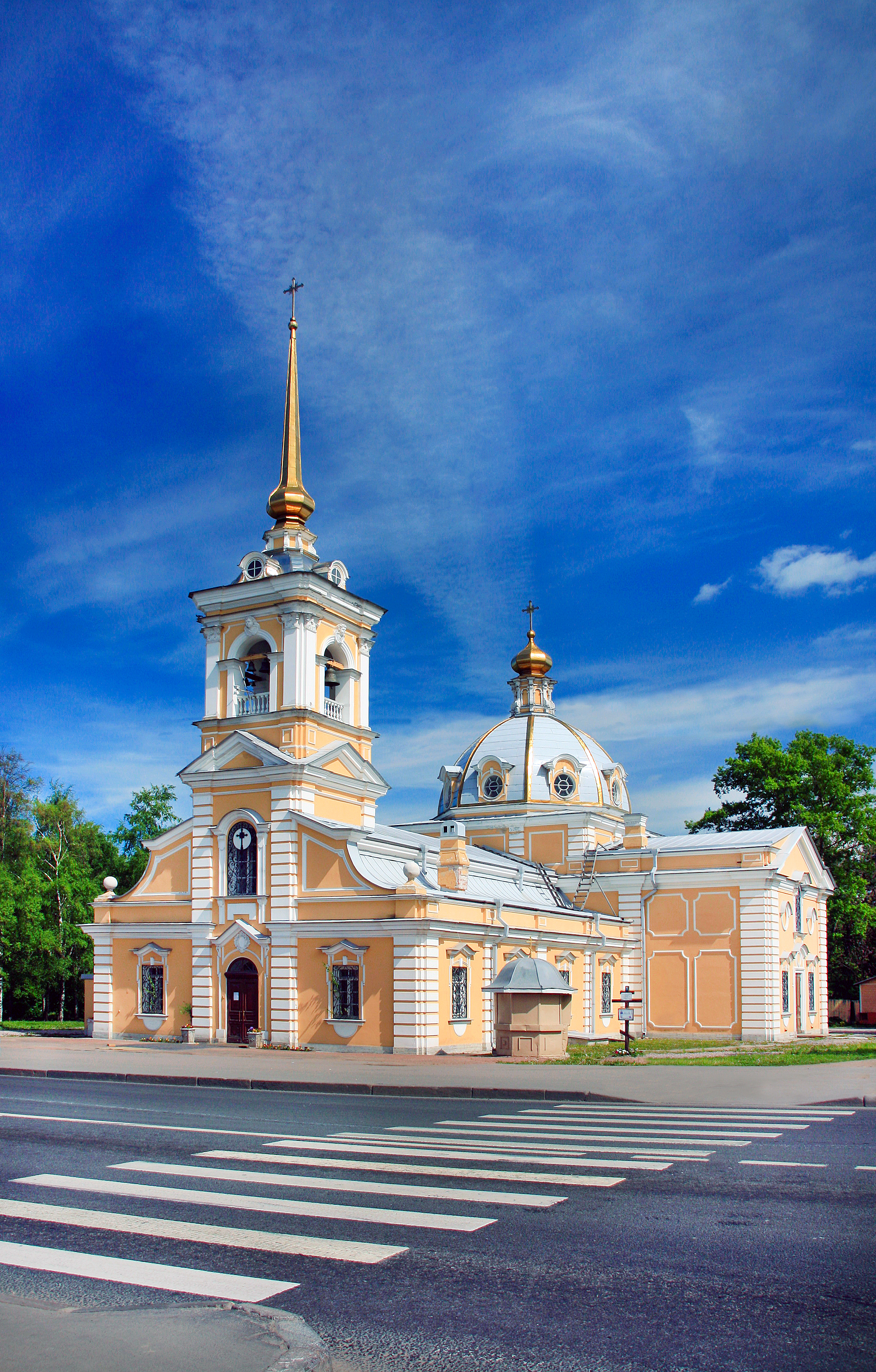
Троицкая церковь (Красное Село).
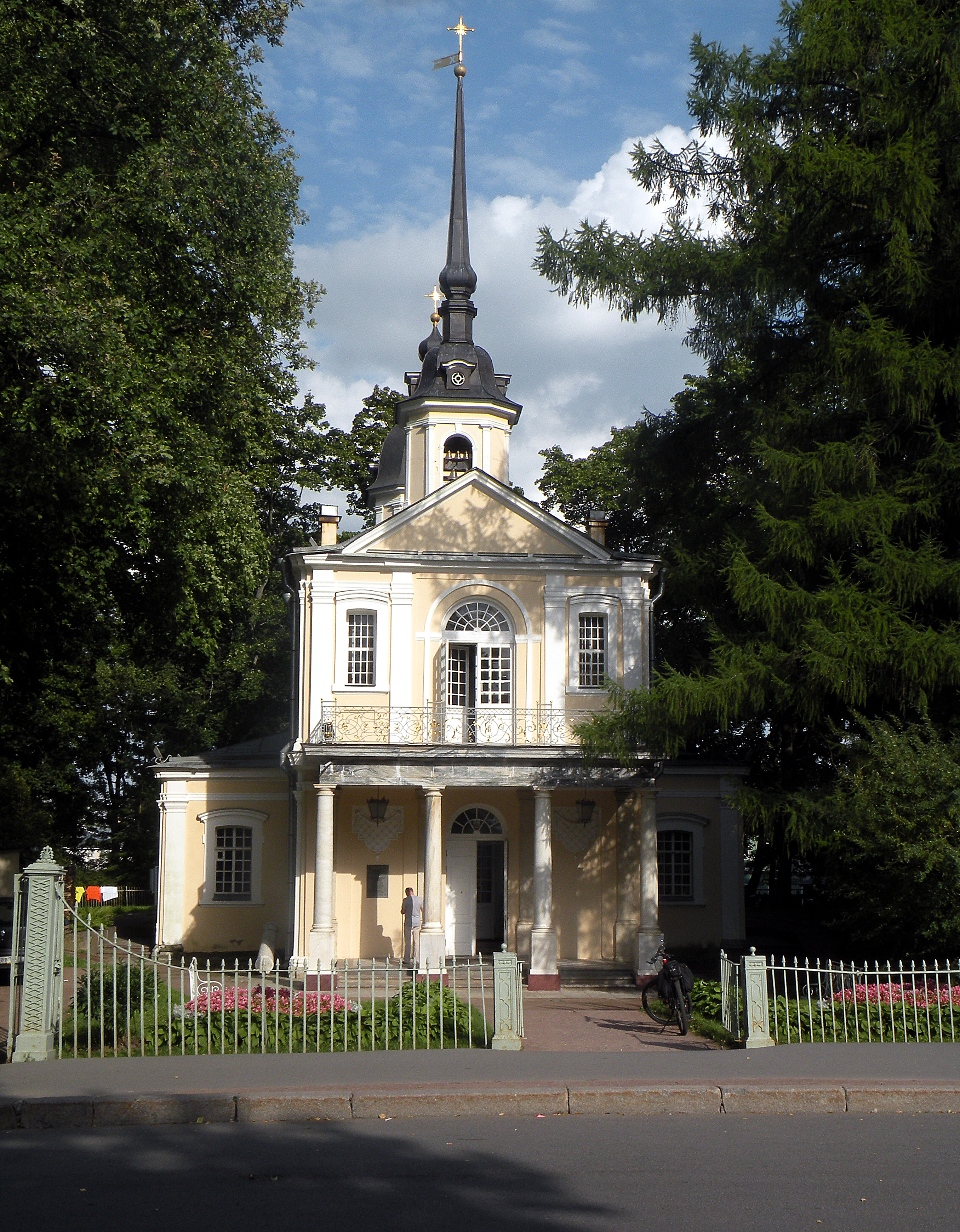
Знаменская церковь (Царское Село).
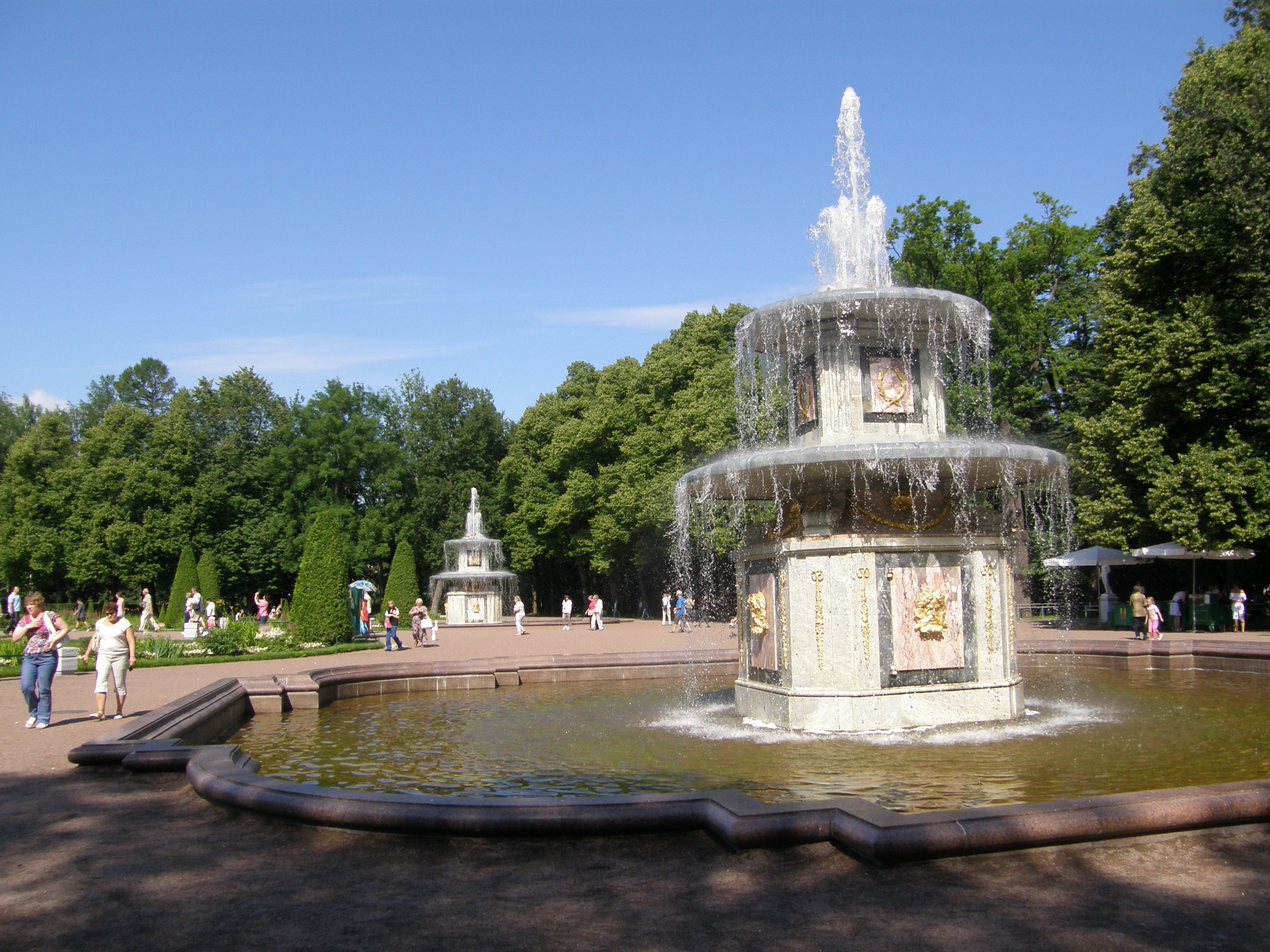
Римские фонтаны. Петергоф.
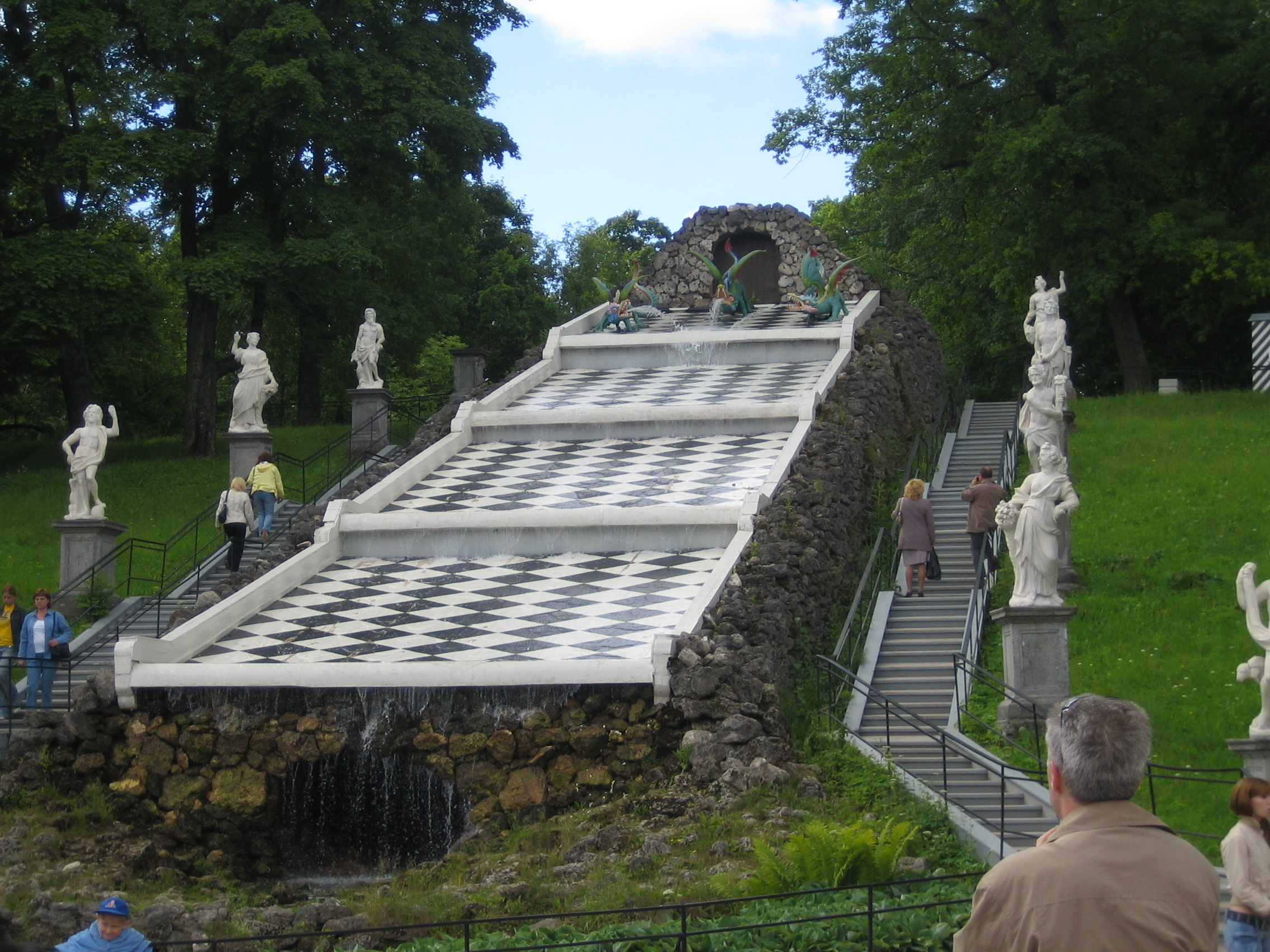
Каскад «Шахматная гора». Петергоф.